# Recopa Sudamericana 2004
La Recopa Sudamericana 2004 fue la duodécima edición del torneo organizado por la Confederación Sudamericana de Fútbol, que enfrenta anualmente al campeón de la Copa Libertadores de América con el campeón de la Copa Sudamericana.
Los equipos participantes fueron Boca Juniors de Argentina, ganador de la Copa Libertadores 2003, y Cienciano de Perú, vencedor de la Copa Sudamericana 2003. Se enfrentaron en un partido único, jugado el día 7 de septiembre de 2004 en el Estadio Lockhart, en la ciudad de Fort Lauderdale, Estados Unidos. Cienciano se coronó campeón del torneo por intermedio de los tiros desde el punto penal, después de haber igualado el partido por 1-1 de manera agónica.
Fue la última vez que la Recopa Sudamericana que se jugó a partido único y en Estados Unidos, ya que a partir de la siguiente edición volvió a disputarse en partidos de ida y vuelta.

## Equipos participantes
|  | Boca Juniors |  | Bandera de Argentina |  | Campeón de la Copa Libertadores (2003) |
|  | Cienciano    |  | Bandera de Perú      |  | Campeón de la Copa Sudamericana (2003) |

## Sede
|  |  |

|  |  |

|  |

|  |  |

|  |  |

|  |

## Partido
| Bandera de Argentina | vs. | Bandera de Perú |
| Boca Juniors 1 (2)   | vs. | Cienciano 1 (4) |

| 7 de septiembre de 2004, 20:30 (UTC-4) | Boca Juniors                       | 1:1 (1:0) (2:4 p.)         | Cienciano                              | Estadio Lockhart, Fort Lauderdale                      |                                                        |
|                                        | Tévez 33'                          | Reporte                    | 89' Saraz                              | Asistencia: 7000 espectadores Árbitro(s): Terry Vaughn | Asistencia: 7000 espectadores Árbitro(s): Terry Vaughn |
|                                        |                                    | Tiros desde el punto penal |                                        |                                                        |                                                        |
|                                        | Schiavi · Tévez · Palermo · Vargas |                            | Ibarra · Lobatón · Portilla · Acasiete |                                                        |                                                        |

| 1          | POR        | Roberto Abbondanzieri   |     |
| 4          | DEF        | José María Calvo        |     |
| 2          | DEF        | Rolando Schiavi         |     |
| 13         | DEF        | Cristian Traverso       |     |
| 3          | DEF        | Claudio Morel Rodríguez |     |
| 8          | MED        | Diego Cagna             |     |
| 5          | MED        | Raúl Cascini            |     |
| 11         | MED        | Pablo Ledesma           | 80' |
| 14         | MED        | Andrés Guglielminpietro | 67' |
| 10         | DEL        | Carlos Tévez            |     |
| 9          | DEL        | Martín Palermo          |     |
| Entrenador | Entrenador | Miguel Ángel Brindisi   |     |

| 1          | POR        | Óscar Ibáñez        |     |
| 15         | DEF        | Alessandro Morán    | 60' |
| 2          | DEF        | Santiago Acasiete   |     |
| 4          | DEF        | Manuel Arboleda     |     |
| 13         | DEF        | Giuliano Portilla   |     |
| 8          | MED        | Juan Carlos Bazalar |     |
| 14         | MED        | Juan La Rosa        |     |
| 25         | MED        | Paolo de La Haza    |     |
| 10         | MED        | Daniel Gamarra      |     |
| 7          | DEL        | Miguel Mostto       | 60' |
| 9          | DEL        | Germán Carty        | 73' |
| Entrenador | Entrenador | Freddy Ternero      |     |

| 20 | MED | Fabián Vargas   | 67' |
| 6  | DEF | Aníbal Matellán | 80' |

| 19 | DEL | Rodrigo Saraz  | 60' |
| 20 | MED | Carlos Lobatón | 60' |
| 11 | DEL | Sergio Ibarra  | 73' |

| Anotado | 33' | Carlos Tévez | 1:0 |

| Anotado | 89' | Rodrigo Saraz | 1:1 |

|                 |                          | 0:1 | Acierto de penal | Sergio Ibarra     |
| Rolando Schiavi | Acierto de penal         | 1:1 |                  |                   |
|                 |                          | 1:2 | Acierto de penal | Carlos Lobatón    |
| Carlos Tévez    | Fallo de penal (atajado) | 1:2 |                  |                   |
|                 |                          | 1:3 | Acierto de penal | Giuliano Portilla |
| Martín Palermo  | Acierto de penal         | 2:3 |                  |                   |
|                 |                          | 2:4 | Acierto de penal | Santiago Acasiete |
| Fabián Vargas   | Fallo de penal (atajado) | 2:4 |                  |                   |

|  |  |  |

| Amonestado | 7'  | Manuel Arboleda  |
| Amonestado | 14' | Alessandro Morán |
| Amonestado | 33' | Óscar Ibáñez     |
| Amonestado | 33' | Miguel Mostto    |
| Amonestado | 89' | Luis Gamarra     |

| Árbitro             | Terry Vaughn       |
| Árbitros asistentes | Craig Lowry        |
| Árbitros asistentes | Kermit Quisenberry |
| Cuarto árbitro      | Greg Watson        |

| 1          | POR        | Roberto Abbondanzieri   |     |
| 4          | DEF        | José María Calvo        |     |
| 2          | DEF        | Rolando Schiavi         |     |
| 13         | DEF        | Cristian Traverso       |     |
| 3          | DEF        | Claudio Morel Rodríguez |     |
| 8          | MED        | Diego Cagna             |     |
| 5          | MED        | Raúl Cascini            |     |
| 11         | MED        | Pablo Ledesma           | 80' |
| 14         | MED        | Andrés Guglielminpietro | 67' |
| 10         | DEL        | Carlos Tévez            |     |
| 9          | DEL        | Martín Palermo          |     |
| Entrenador | Entrenador | Miguel Ángel Brindisi   |     |

| 1          | POR        | Óscar Ibáñez        |     |
| 15         | DEF        | Alessandro Morán    | 60' |
| 2          | DEF        | Santiago Acasiete   |     |
| 4          | DEF        | Manuel Arboleda     |     |
| 13         | DEF        | Giuliano Portilla   |     |
| 8          | MED        | Juan Carlos Bazalar |     |
| 14         | MED        | Juan La Rosa        |     |
| 25         | MED        | Paolo de La Haza    |     |
| 10         | MED        | Daniel Gamarra      |     |
| 7          | DEL        | Miguel Mostto       | 60' |
| 9          | DEL        | Germán Carty        | 73' |
| Entrenador | Entrenador | Freddy Ternero      |     |

| 20 | MED | Fabián Vargas   | 67' |
| 6  | DEF | Aníbal Matellán | 80' |

| 19 | DEL | Rodrigo Saraz  | 60' |
| 20 | MED | Carlos Lobatón | 60' |
| 11 | DEL | Sergio Ibarra  | 73' |

| Anotado | 33' | Carlos Tévez | 1:0 |

| Anotado | 89' | Rodrigo Saraz | 1:1 |

|                 |                          | 0:1 | Acierto de penal | Sergio Ibarra     |
| Rolando Schiavi | Acierto de penal         | 1:1 |                  |                   |
|                 |                          | 1:2 | Acierto de penal | Carlos Lobatón    |
| Carlos Tévez    | Fallo de penal (atajado) | 1:2 |                  |                   |
|                 |                          | 1:3 | Acierto de penal | Giuliano Portilla |
| Martín Palermo  | Acierto de penal         | 2:3 |                  |                   |
|                 |                          | 2:4 | Acierto de penal | Santiago Acasiete |
| Fabián Vargas   | Fallo de penal (atajado) | 2:4 |                  |                   |

|  |  |  |

| Amonestado | 7'  | Manuel Arboleda  |
| Amonestado | 14' | Alessandro Morán |
| Amonestado | 33' | Óscar Ibáñez     |
| Amonestado | 33' | Miguel Mostto    |
| Amonestado | 89' | Luis Gamarra     |

| Árbitro             | Terry Vaughn       |
| Árbitros asistentes | Craig Lowry        |
| Árbitros asistentes | Kermit Quisenberry |
| Cuarto árbitro      | Greg Watson        |

|                               |
| Bandera de Perú               |
| Campeón Cienciano 1.er título |